# Castell d'Espolla
El castell d'Espolla és una fortificació del municipi d'Espolla (Alt Empordà). Està situat dins del nucli urbà de la població d'Espolla, a la banda sud del terme i delimitat pels carrers Figueres i del Castell. El tipus de construcció sembla datat en els segles xiii-xiv. Es desconeix actualment qui construí i posseí el casal. Es pot pensar que, si Espolla formava part d'una batllia reial, juntament amb Sant Climent Sescebes, era el castell del batlle, però tampoc es pot descartar que fos la residència d'alguna família noble amb possessions a la zona, com és el cas de Cal Marquès, una altra casa forta de la població i propietat dels Avinyó. És un edifici declarat bé cultural d'interès nacional.

## Descripció
Es tracta de les restes conservades de l'antic castell d'Espolla, actualment integrades a l'entramat urbà de la població. Es conserva, tot i que ha estat transformat per adaptar-lo als nous usos, un edifici de planta rectangular distribuït en planta baixa i pis, tot i que presenta la coberta esfondrada. Les façanes més destacables són les de migdia i llevant, aquesta última reformada i amb portal de mig punt bastit amb lloses de pissarra i els brancals fets de carreus de granit. Al pis hi ha dues finestres rectangulars emmarcades amb carreus desbastats. Adossat a la cantonada de llevant destaca un portal de l'antiga fortificació, que dona pas a un carrer sense sortida, amb una orientació nord-sud.
Per la banda de ponent, el portal està adossat a un altre edifici rectangular destinat a magatzems i pallisses. Exteriorment, el portal és d'arc de mig punt adovellat, amb els brancals bastits amb carreus desbastats. Per la cara interna és més gran, d'arc molt rebaixat i fet de carreus. A l'entorn del portal hi ha un tram de parament bastit amb carreus de granit desbastats, disposats en filades perfectament regulars. La mateixa tipologia es conserva tant a la cantonada sud-oest del conjunt com a la sud-est. La resta dels paraments estan bastits amb pedra llicorella de diverses mides, lligada amb morter de calç i disposada més o menys regularment, amb refeccions fetes de maons. També cal destacar la presència d'espitlleres, destacant la que es troba localitzada a la cantonada sud-est, tipus sagetera.

## Història
El tipus de construcció es pot datar en els segles xiii i xiv. Es desconeix actualment qui construí i posseí el casal. Es pot pensar que, si Espolla formava part d'una batllia reial, juntament amb Sant Climent Sescebes, era el castell del batlle, però tampoc es pot descartar que fos la residència d'alguna família noble amb possessions a la zona, com és el cas de Cal Marquès, una altra casa forta de la població i propietat dels Avinyó.